# Sinergia Tubular

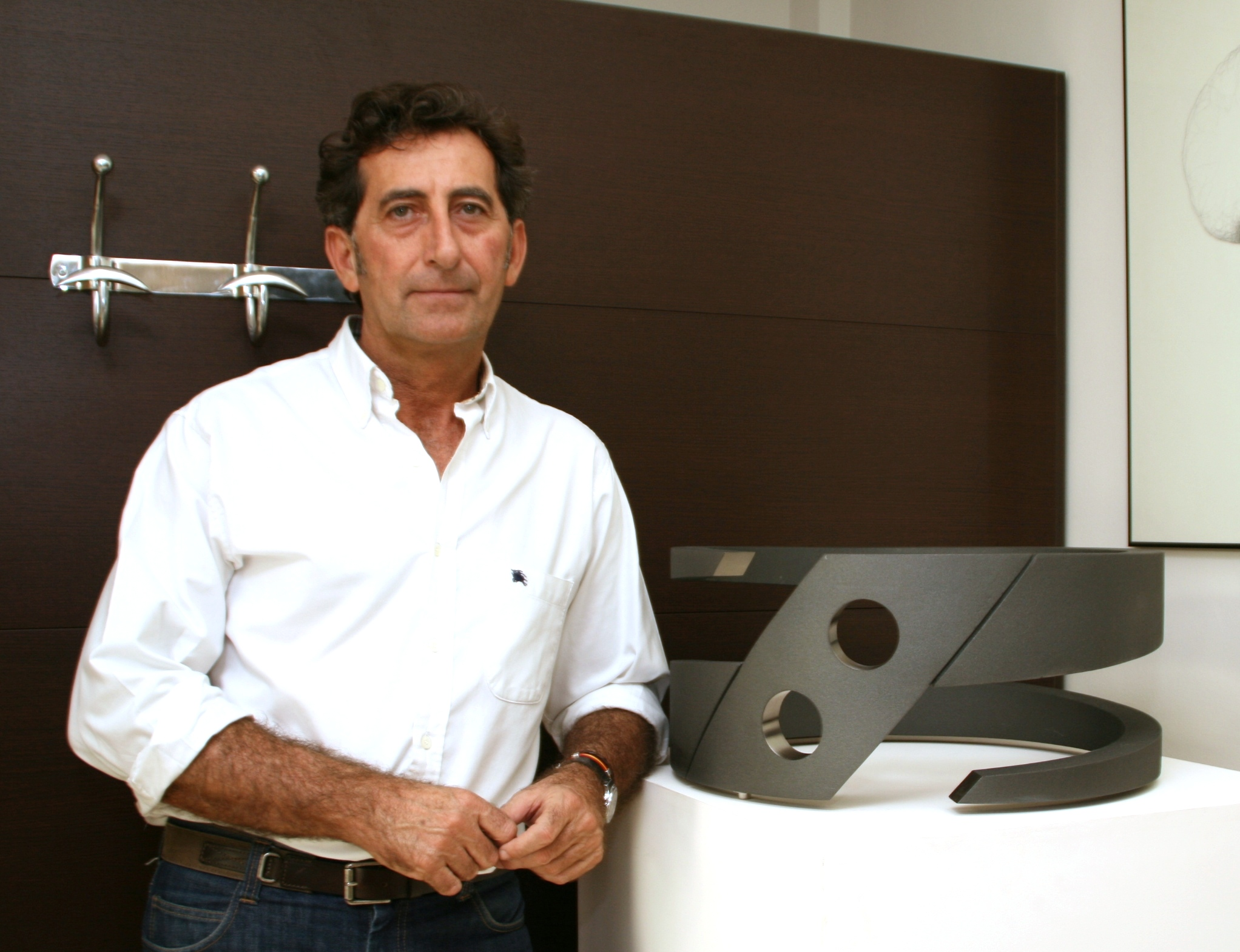
El escultor español Chico Repullo junto a la obra Technomusa, una de las piezas que componen su colección Sinergia Tubular (2009).

Sinergia Tubular es la primera serie escultórica del artista español Chico Repullo (Málaga, 1956). Esta colección se compone de 22 piezas realizadas a partir de la combinación de materiales reciclados. El nombre de Sinergia Tubular viene del origen de los materiales con los que trabaja Chico Repullo. Las figuras son esculpidas y ensambladas a partir de elementos tubulares creando formas circulares con un aspecto muy aéreo. La colección se presentó en la Sala Cartel Fine Arts de Málaga el 27 de marzo de 2009 y recorrió diferentes galerías de Andalucía durante el mismo año.
Eduardo Chillida, Javier Mariscal o Henry Moore son algunos en los artistas que Chico Repullo reconoce entre sus influencias más directas, pero su obra está enraizada en lo más cotidiano y tiende hacia el minimalismo. Las temáticas de este artista se relaciona directamente con su universo más directo: la luz, el mar, la playa, el amor, y hasta la tecnología, la economía o la automovilística. Su formación autodidacta también respalda su relación más que profesional con el mundo del motor. Restaura coches antiguos que compra casi inutilizables paso por paso, lo que le da mucha habilidad con las herramientas y el manejo de los metales. Repullo trabaja un antiguo cine de verano de La Cala del Moral, el mismo taller donde restaura vehículos, a menudo al aire libre, y siempre escuchando música. De ahí que cada una de sus piezas esté vinculada a una canción de Pink Floyd, Supertramp, Bob Dylan, o Joaquín Sabina –entre otros-, que inspiró su creación.

## Exposiciones
- Muestra en el Club Tikitano, Marbella (Málaga)
- Presentación de la colección en la Galería Cartel, Málaga
- Galería Cartel de Granada
- Palacio Crópani (Málaga), con motivo de la presentación de Taninotanino
- Centro de Convenciones Momo, Málaga
- Club Náutico El Candado, Málaga
- Casino de Málaga
- Colegio de Abogados de Málaga
- Instituto Cultural Cabañas. (Guadalajara, México)